# Munsiganj (Distrikt)

Lage von Munsiganj in Bangladesch

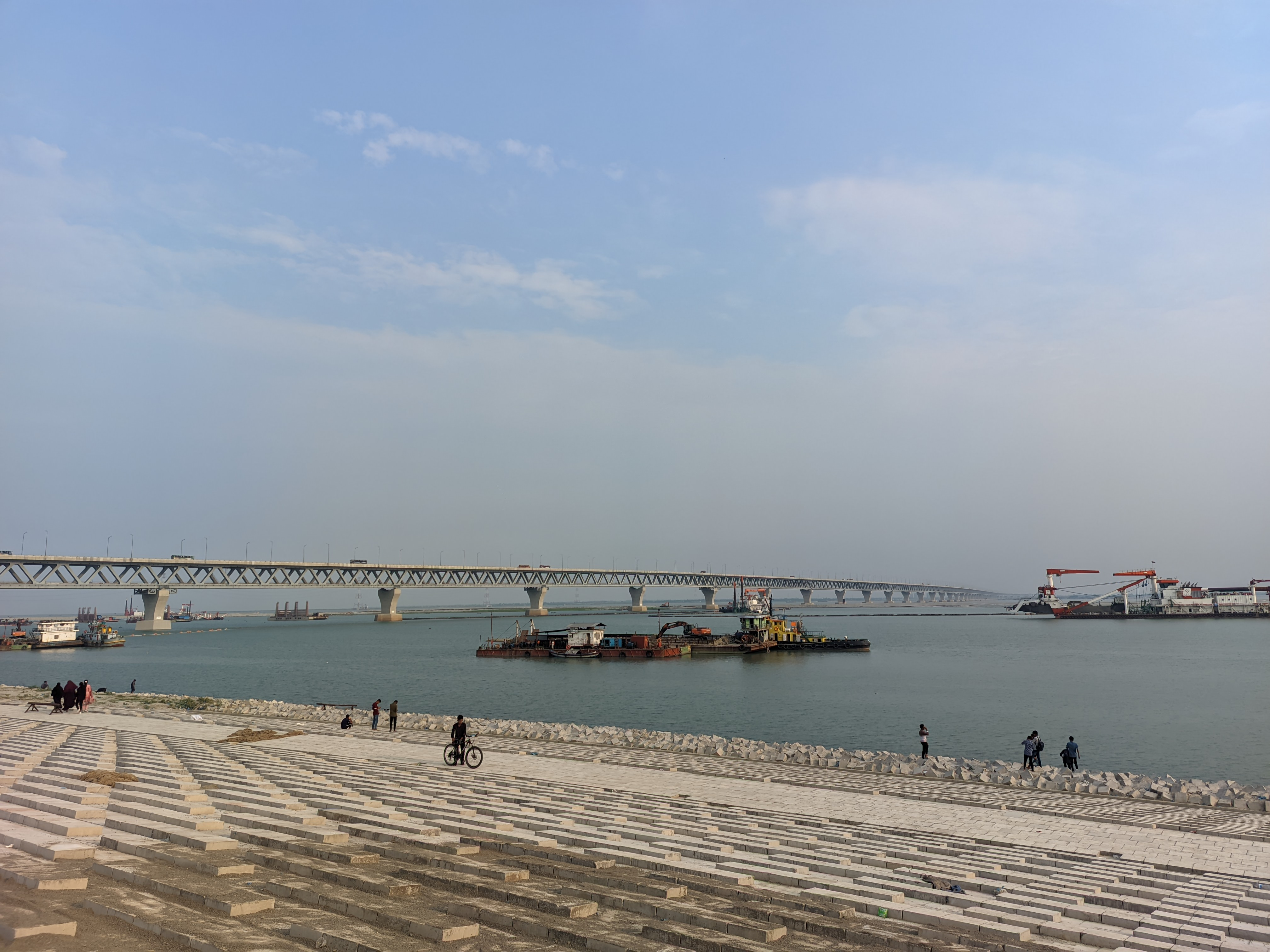
Brücke über den Padma im Distrikt Munsiganj

Munsiganj (Bengalisch: মুন্সিগঞ্জ), auch Munshiganj, ist ein Verwaltungsdistrikt im zentralen Bangladesch, der innerhalb der Division Dhaka, der übergeordneten Verwaltungseinheit, liegt. Die im Hauptstadt des Distrikts bildet die gleichnamige Stadt Munsiganj. Die Gesamtfläche des Distrikts beträgt 1004 km². Der Distrikt setzt sich aus den 6 Upazilas Lohajang, Sreenagar, Munshiganj Sadar, Sirajdikhan, Tongibari und Gazaria zusammen.
Der Distrikt grenzt an Narayanganj im Norden, Madaripur und Shariatpur im Süden, Kumilla und Chandpur im Osten, Faridpur im Westen und Dhaka im Nordwesten. Die Südgrenze bildet der Fluss Padma. Der Distrikt hat 1,4 Millionen Einwohner (Volkszählung 2011). Die Alphabetisierungsrate liegt bei 56,1 % der Bevölkerung. 92,7 % der Bevölkerung sind Muslime und 6,5 % sind Hindus.
Das Klima ist tropisch und das ganze Jahr über warm. Die jährliche Durchschnittstemperatur dieses Bezirks variiert von maximal 34,6 Grad Celsius bis minimal 12,1 Grad. Die jährliche Niederschlagsmenge beträgt 2376 mm (2011) und die Luftfeuchtigkeit ist hoch.
Die Wirtschaft des Distrikts ist vorwiegend von der Landwirtschaft geprägt. Laut der Volkszählung von 2011 arbeiten 40,9 % der Arbeitskräfte in der Landwirtschaft, 40,8 % im Dienstleistungssektor (meist in informellen Verhältnissen) und 18,3 % in der Industrie.